# Cándido Saseta
Cándido María Saseta Echebarria (Fuenterrabía, 12 de diciembre de 1904-Areces, Las Regueras, 23 de febrero de 1937) fue un militar español, comandante durante la Guerra Civil del Euzko Gudarostea, el ejército del Gobierno vasco.

## Biografía
Cándido Saseta nació en Fuenterrabía en la escuela Biteri donde su padre, Ambrosio Saseta (1873-1949), fue profesor desde 1896 hasta 1931.
Fue uno de los pocos militares profesionales que formaron parte del ejército vasco. Del Instituto de San Sebastián pasó a los 15 años a la Academia Militar de Intendencia de Ávila. Fue el encargado de organizar y dar estructura a las milicias vascas de las que más tarde pasaría a ser jefe. Entre el 5 y el 31 de agosto, bajo su dirección, se reclutaron voluntariamente  1280 personas. 
Al frente de la Comandancia de Azpeitia, de marcado carácter nacionalista y cuya labor fue la de cubrir el sector central de Guipúzcoa, Saseta tuvo como primera misión organizar la línea de defensa entre las localidades de Asteasu, Aduna y Cizurquil.
A finales de agosto, lideró a los gudaris en los combates de Andatza, Andatzarrate y Ventas de Zarate -donde resultó herido- repeliendo ataques requetés entre el 29 de agosto y el 18 de septiembre.
Cándido Saseta coordinó la defensa y la resistencia de Guipúzcoa disputando cada palmo de terreno. Fue esta resistencia en el territorio guipuzcoano la que hizo posible la aceptación del Estatuto de Autonomía -1 de octubre de 1936- y la creación del primer Gobierno Vasco  en cuyas manos quedó el control y la coordinación de la guerra en Euskadi. 
Ya en Vizcaya, Saseta contribuyó a la formación de las líneas de defensa de Lequeitio, Kalamua, Éibar, las Intxortas y Ubidea y dirigió con acierto las operaciones del frente de Ochandiano.
El 9 de febrero de 1937, por orden de la Presidencia del Gobierno Vasco, cuando tenía 32 años fue ascendido a comandante.
Tras un acuerdo con el Gobierno Republicano, el Gobierno Vasco trasladó a Asturias dos brigadas para avanzar sobre Oviedo. Candido Saseta comandaba la  expedición de la Segunda Brigada formada por los batallones vascos: Amayur, Eusko Indarra, Ariztimuño Prieto y Perezagua. Cruzaron el río Nalón el 21 de febrero y llegaron hasta la localidad de Areces pero, tras haber combatido sin descanso durante cerca de 60 horas, tuvieron que retirarse a la posición inicial. El 23 de febrero de 1937, sobre el campo de batalla quedaron los cuerpos del comandante Saseta y de otros 187 gudaris, -la mayoría guipuzcoanos- de los batallones Amaiur y Euzko Indarra -. Su muerte causó gran conmoción y recibió honores de estado. El funeral se celebró en Bilbao en una iglesia de San Vicente completamente abarrotada. Asistió el Lehendakari Aguirre, los consejeros de Hacienda -Eliodoro de la Torre- y de Gobernación – Telesforo Monzón, sus familiares, Jefes de Eusko Gudarostea y una escolta de honor y guardia de gudaris con las armas a la funerala. Al finalizar se cantó el “libérame de Perosi” –de gran significado para todos los hondarribiarras.
Numerosos testimonios aseguran que fue un jefe dispuesto a arriesgar su vida en defensa de los suyos, valiente y capaz de suscitar el entusiasmo. Preocupado por sus hombres, siempre era el primero en el ataque y el último en la retirada.
En 1956 cuando se celebró en París El Congreso Mundial Vasco para conmemorar el vigésimo aniversario de la constitución del Gobierno de Euskadi el lehendakari José Antonio Agirre recordó a Candido Saseta: “Éste era un hombre en quien yo tenía la máxima confianza por su absoluta lealtad, no solamente a lo que nosotros representábamos, sino a la tierra de sus padres. Este hombre, con su sacrificio, quiso prestar un servicio, y así fue grande. Yo no lo olvidaré jamás”.
Los restos mortales de Saseta se recuperaron en 2008 y fueron trasladados al cementerio de Fuenterrabía, donde descansan en la actualidad.